# 汉斯·森纳瓦尔德
汉斯·森纳瓦尔德（德語：Hans Sennewald，1961年9月12日—），德国男子赛艇运动员。他曾代表德国参加1992年夏季奥林匹克运动会赛艇比赛，获得男子八人单桨有舵手铜牌。